# Kathedrale Notre-Dame-Immaculée

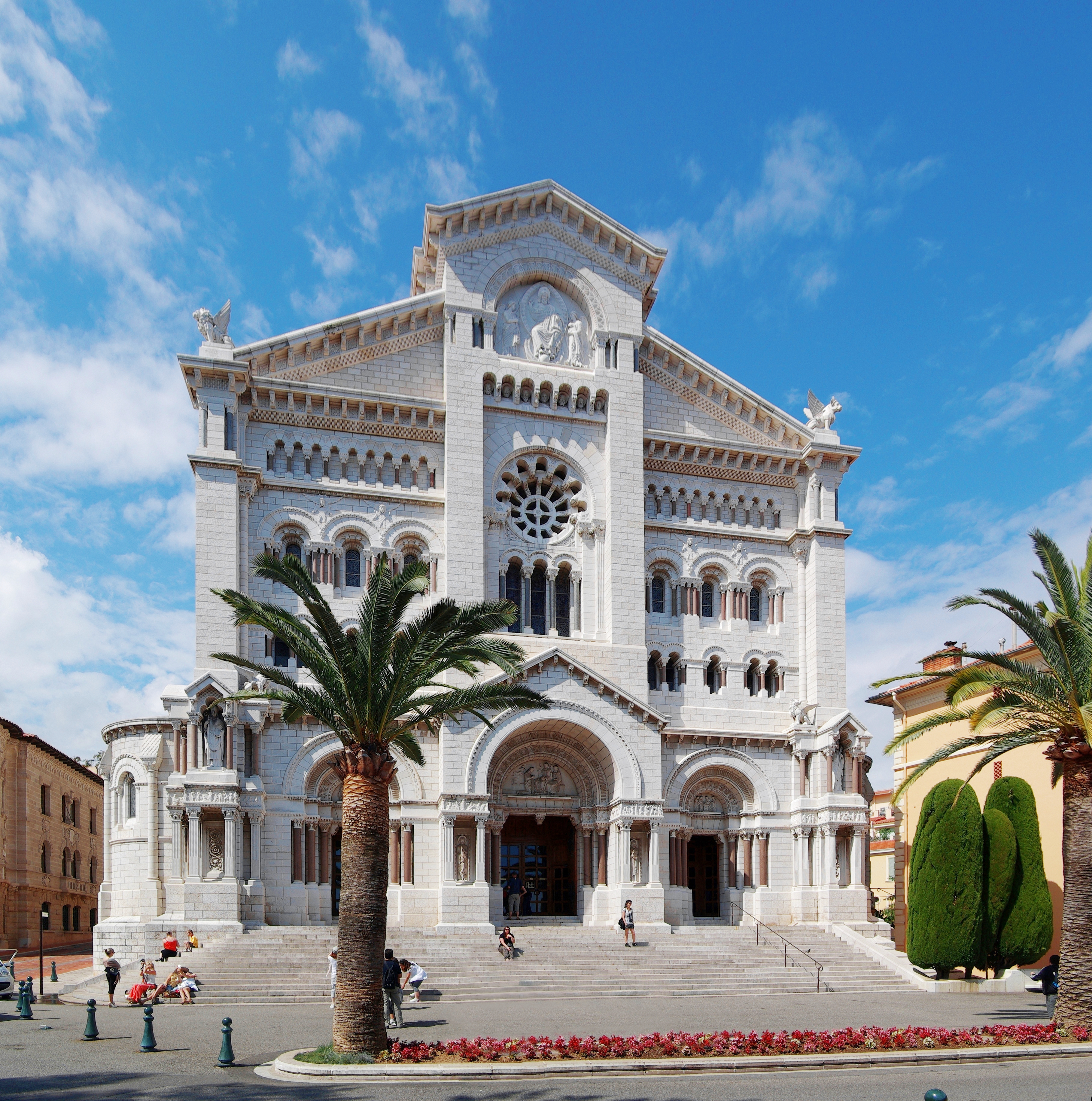
Notre-Dame-Immaculée, Westfassade

Die Kathedrale Notre-Dame-Immaculée in Monaco-Ville ist die Hauptkirche des Fürstentums Monaco, Sitz des Erzbischofs von Monaco und Grabeskirche des Geschlechts der Grimaldi.

## Bau und Geschichte
Die Kirche steht auf den Grundmauern der Kirche Saint-Nicolas, welche im Jahre 1874 zugunsten des aktuellen Baues abgerissen wurde. Die in den Jahren 1875 bis 1903 im neoromanischen Stil erbaute und 1911 geweihte Kathedrale von Monaco befindet sich unweit des Fürstenpalastes. Der Sakralbau wurde vom Pariser Architekten Charles Lenormand (1833–1904) entworfen. Der historistische Bau zitiert Formen der südfranzösischen Sakralarchitektur der Romanik, wie etwa die der Kirche St-Trophime in Arles.
Im Innern der Kirche befindet sich ein Altarbild von Ludovico Bréa sowie andere Kunstwerke der Schule von Nizza. Besondere Aufmerksamkeit verdienen die Cathedra aus Carrara-Marmor und die im Jahr 1976 geweihte Orgel. Unter dem Chor befinden sich die Grabstätten der monegassischen Fürstenfamilie Grimaldi, alle Fürsten mit Ausnahme von  Jacques I. und Honoré III. fanden hier ihre letzte Ruhestätte. Die Gruft birgt die Grabstätten der Bischöfe von Monaco.

## Grablegungen
Folgende Herrscher und Familienmitglieder liegen hier bestattet:
1. Jean II., Herr von Monaco (1468 – 11. Oktober 1505)
2. Claudine, Herrin von Monaco (1451 – 1515)
3. Lucien, Herr von Monaco (1481 – 22. August 1523)
4. Augustin, Herr von Monaco (1482 – 14. April 1532)
5. Honoré I., Herr von Monaco (1522 – 7. Oktober 1581)
6. Charles II., Herr von Monaco (1555 – 1589)
7. Maria di Landi de Valdetare, Herrin von Monaco († 1599) – (Gemahlin von Hercule von Monaco)
8. Hercule, Herr von Monaco (24. September 1562 – 21. November 1604)
9. Ippolita Trivulzio, Fürstin von Monaco († 1638) – (Gemahlin von Fürst Honoré II.)
10. Honoré II., erster Fürst von Monaco (24. Dezember 1597 – 10. Januar 1662)
11. Louis I., Fürst von Monaco (25. Juli 1642 – 3. Januar 1701)
12. Maria von Lothringen, Fürstin von Monaco (12. August 1674 – 30. Oktober 1724) – (Gemahlin von Fürst Antoine I.)
13. Antoine I., Fürst von Monaco (25. Januar 1661 – 20. Februar 1731)
14. Louise-Hippolyte, Fürstin von Monaco (10. November 1697 – 29. Dezember 1731)
15. Honoré IV., Fürst von Monaco (17. Mai 1758 – 16. Februar 1819)
16. Honoré V., Fürst von Monaco (14. Mai 1778 – 2. Oktober 1841)
17. Louise d’Aumont Mazarin, Prinzessin von Monaco (22. Oktober 1759 – 10. Februar 1864) – (Gemahlin von Fürst Honoré IV.)
18. Florestan I., Fürst von Monaco (10. Oktober 1785 – 20. Juni 1856)
19. Antoinette de Mérode-Westerloo, Fürstin von Monaco (28. September 1828 – 10. Februar 1864) – (Gemahlin von Fürst Charles III.)
20. Maria Caroline Gibert de Lametz, Fürstin von Monaco (1793 – 1879) – (Gemahlin von Fürst Florestan I.)
21. Charles III., Fürst von Monaco (8. Dezember 1818 – 10. September 1889)
22. Albert I., Fürst von Monaco (13. November 1848 – 26. Juni 1922)
23. Louis II., Fürst von Monaco (12. Juli 1870 – 9. Mai 1949)
24. Gracia Patricia, Fürstin von Monaco (12. November 1929 – 14. September 1982) – (Gemahlin von Fürst Rainier III.)
25. Rainier III., Fürst von Monaco (31. Mai 1923 – 6. April 2005)

## Orgel

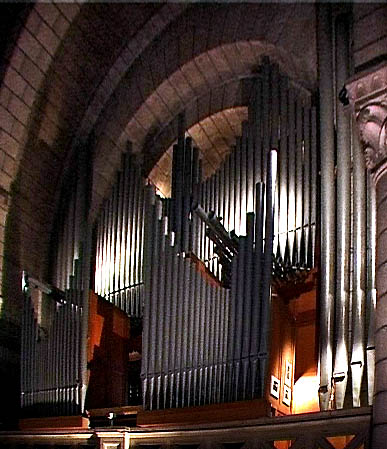
Orgelprospekt 1976

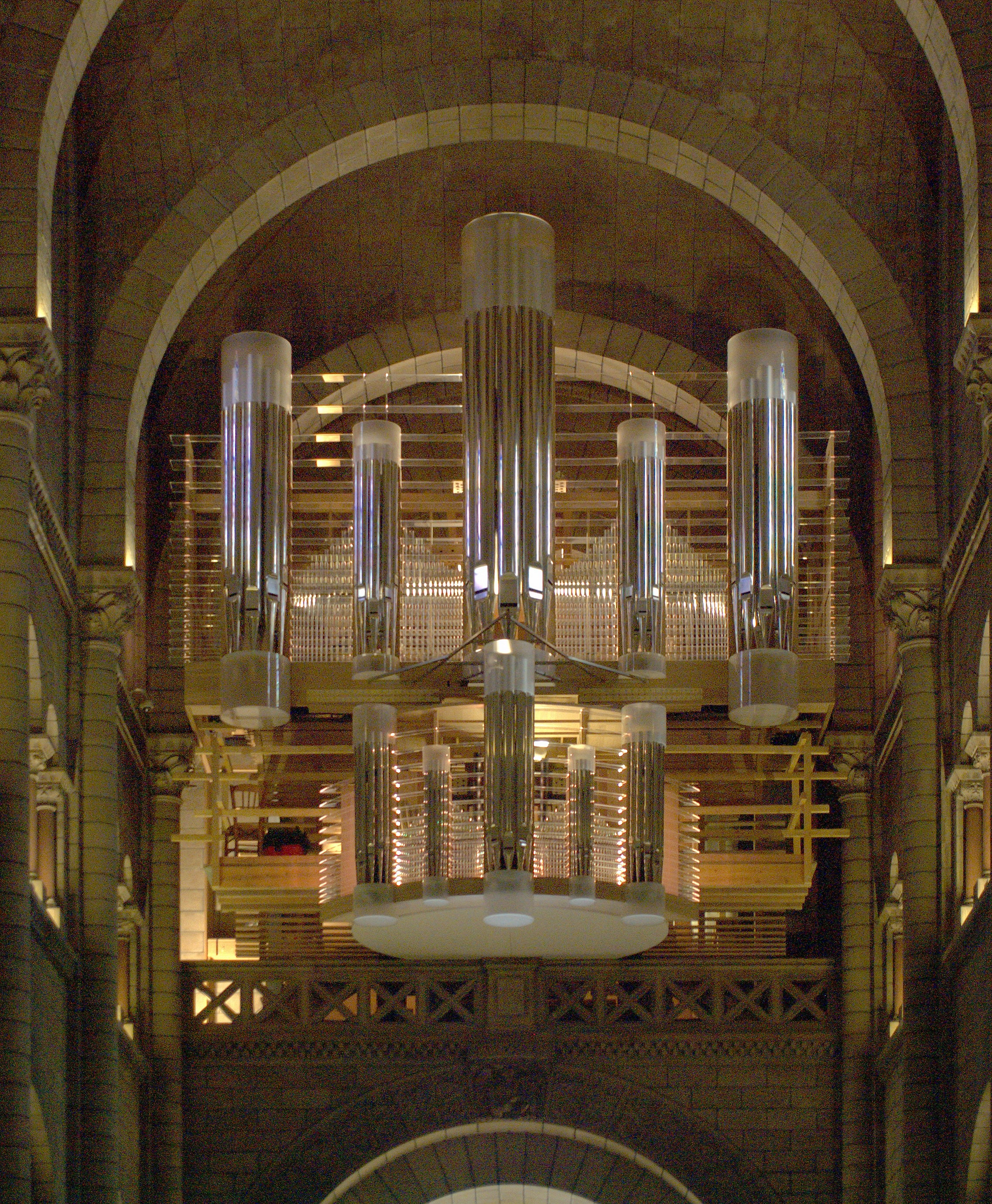
Orgelprospekt 2011

Die Orgel wurde 1976 von dem Orgelbauer Jean-Loup Boisseau errichtet. Das Instrument hat 60 Register (4840 Pfeifen) auf vier Manualen und Pedal. Es wurde von 2009 bis 2011 von der Manufacture d’Orgues Thomas (Ster Francorchamps, Belgien) restauriert, reorganisiert und erweitert. In diesem Zuge wurden der Orgelprospekt und das Orgelgehäuse modern gestaltet. Die Orgel wurde 2011 eingeweiht und verfügt seitdem über 74 Register auf vier Manualen und Pedal, einschließlich zweier Chamadenregister, die jeweils einzeln den einzelnen Manualen frei zugeschaltet werden können.
| I Positif C–a3 |                    |        |
| 01.            | Montre             | 8′     |
| 02.            | Principal          | 8′     |
| 03.            | Bourdon            | 8′     |
| 04.            | Salicional         | 8′     |
| 05.            | Prestant           | 4′     |
| 06.            | Flûte à cheminée 0 | 4′     |
| 07.            | Nazard             | 2 ⁄3′  |
| 08.            | Doublette          | 2′     |
| 09.            | Tierce             | 1 3⁄5′ |
| 10.            | Larigot            | 1 ⁄3′  |
| 11.            | Fourniture III     |        |
| 12.            | Cymbale IV         |        |
| 13.            | Trompette          | 8′     |
| 14.            | Cromorne           | 8′     |
| 15.            | Clairon            | 4′     |
|                | Tremblant          |        |

| Chamades C–a3 |         |    |
| 16.           | Chamade | 8′ |
| 17.           | Chamade | 4′ |

| II Grand Orgue C–a3 |                         |         |
| 18.                 | Bourdon (ab c0)         | 32′     |
| 19.                 | Montre                  | 16′     |
| 20.                 | Bourdon                 | 16′     |
| 21.                 | Montre                  | 08′     |
| 22.                 | Flûte harmonique 0      | 08′     |
| 23.                 | Gambe                   | 08′     |
| 24.                 | Bourdon                 | 08′     |
| 25.                 | Prestant                | 04′     |
| 26.                 | Flûte                   | 04′     |
| 27.                 | Grosse Tierce           | 03 1⁄5′ |
| 28.                 | Doublette               | 02′     |
| 29.                 | Quarte                  | 02′     |
| 30.                 | Nazard                  | 02 ⁄3′  |
| 31.                 | Tierce                  | 01 3⁄5′ |
| 32.                 | Grosse Fourniture III 0 |         |
| 33.                 | Fourniture V            |         |
| 34.                 | Cymbale IV              |         |
| 35.                 | Cornet V                | 08′     |
| 36.                 | Bombarde                | 16′     |
| 37.                 | Trompette               | 08′     |
| 38.                 | Clairon                 | 04′     |

| III Recit expressif C–a3 |                      |     |
| 39.                      | Bourdon              | 16′ |
| 40.                      | Diapason             | 08′ |
| 41.                      | Salicional           | 08′ |
| 42.                      | Voix céleste (ab c0) | 08′ |
| 43.                      | Cor de nuit          | 08′ |
| 44.                      | Flûte harmonique     | 08′ |
| 45.                      | Prestant             | 04′ |
| 46.                      | Flûte octaviante     | 04′ |
| 47.                      | Octavin              | 02′ |
| 48.                      | Piccolo              | 01′ |
| 49.                      | Fourniture III–V     |     |
| 50.                      | Cornet III           |     |
| 51.                      | Bombarde             | 16′ |
| 52.                      | Trompette            | 08′ |
| 53.                      | Clairon              | 04′ |
| 54.                      | Voix humaine         | 08′ |
| 55.                      | Hautbois             | 08′ |
|                          | Tremblant            |     |

| IV Dessus de recit C–a3 |           |         |
| 56.                     | Bourdon   | 08′     |
| 57.                     | Flûte     | 04′     |
| 58.                     | Nazard    | 02 ⁄3′  |
| 59.                     | Doublette | 02′     |
| 60.                     | Tierce    | 01 3⁄5′ |
| 61.                     | Trompette | 08′     |

| Pedale C–g1 |                 |         |
| 62.         | Bourdon         | 32′     |
| 63.         | Soubasse        | 16′     |
| 64.         | Principal       | 16′     |
| 65.         | Montre          | 16′     |
| 66.         | Bourdon         | 16′     |
| 67.         | Quinte          | 10 2⁄3′ |
| 68.         | Flûte           | 08′     |
| 69.         | Bourdon         | 08′     |
| 70.         | Diapason        | 08′     |
| 71.         | Tierce          | 06 3⁄5′ |
| 72.         | Flûte           | 04′     |
| 73.         | Mixture V       |         |
| 74.         | Contre-Bombarde | 32′     |
| 75.         | Bombarde        | 16′     |
| 76.         | Basson          | 16′     |
| 77.         | Trompette       | 08′     |
| 78.         | Clairon         | 04′     |

- Koppeln:
  - Normalkoppeln: I/II, II/I, III/I, III/II, I/P, II/P, III/P
  - Superoktavkoppeln: III/II, III/III, III/P
  - Suboktavkoppeln: III/I, III/III
- Spielhilfen: Programmierbares Pedalcrescendo, Pedalschweller, elektronische Setzeranlage mit 10.000 Kombinationen, Crescendowalze
- Anmerkungen:

1. ↑  frei/einzeln koppelbar an alle Manuale.

## Ansichten

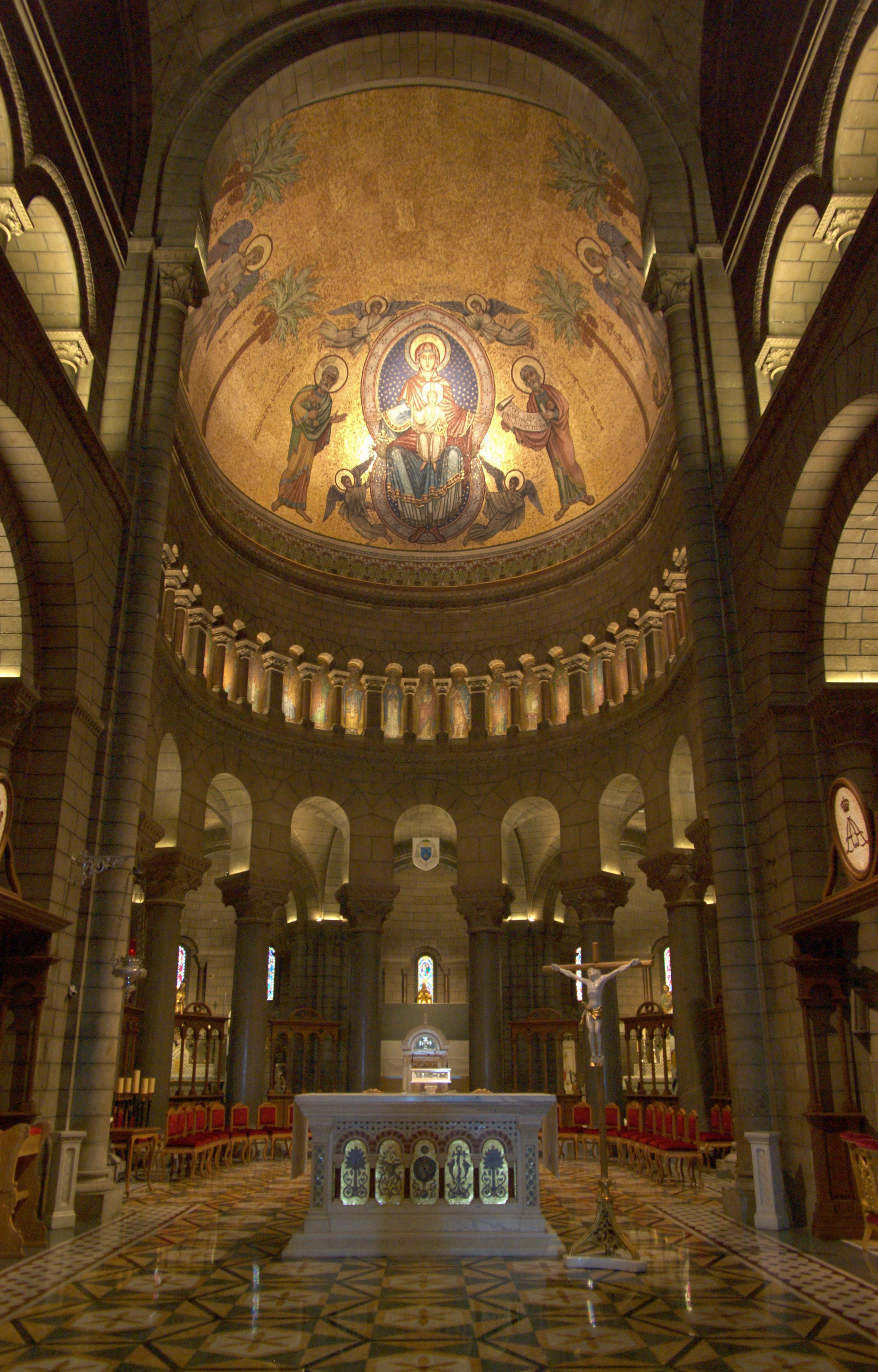
Altarraum
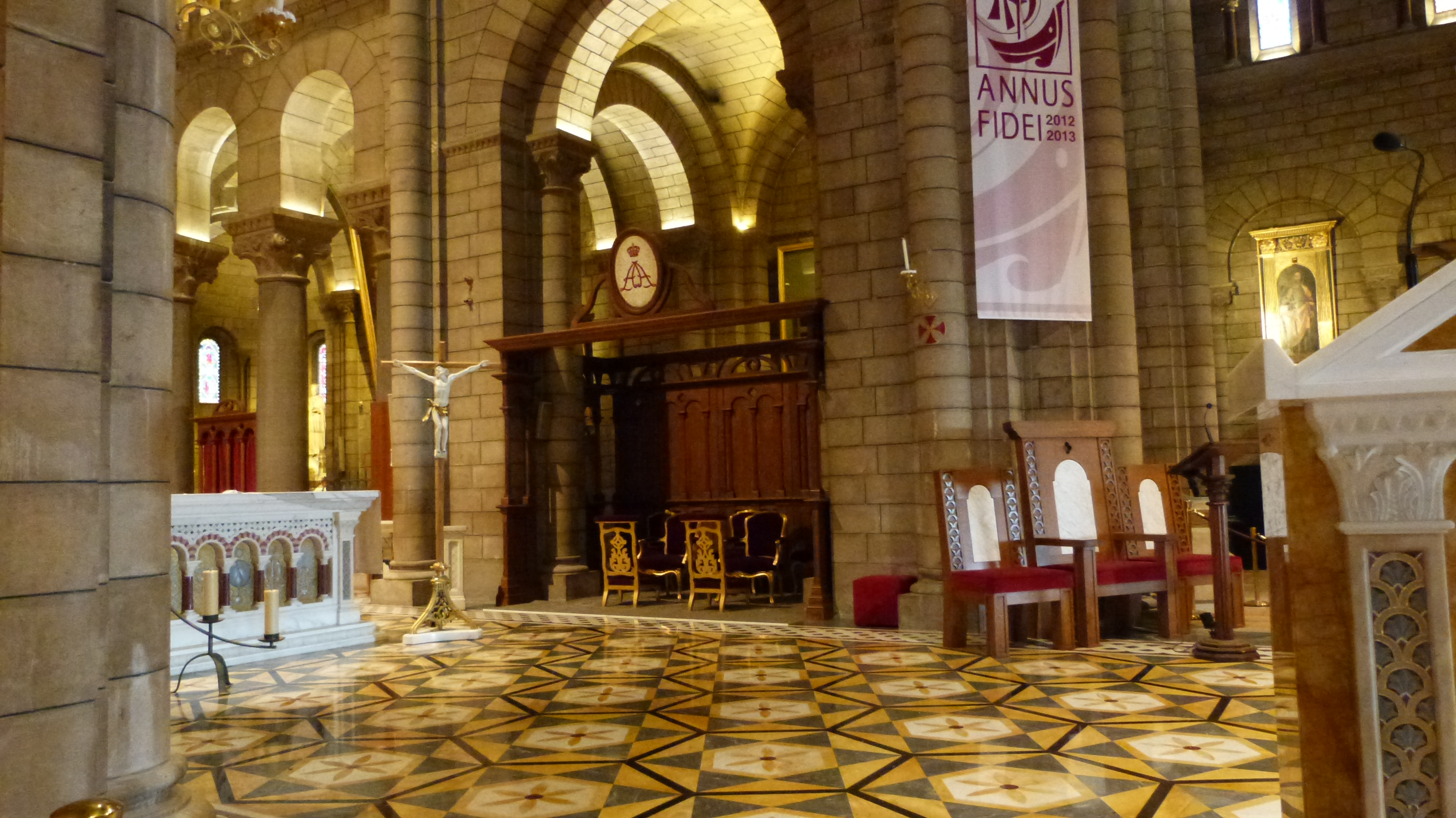
Fürstensitz im Altarraum
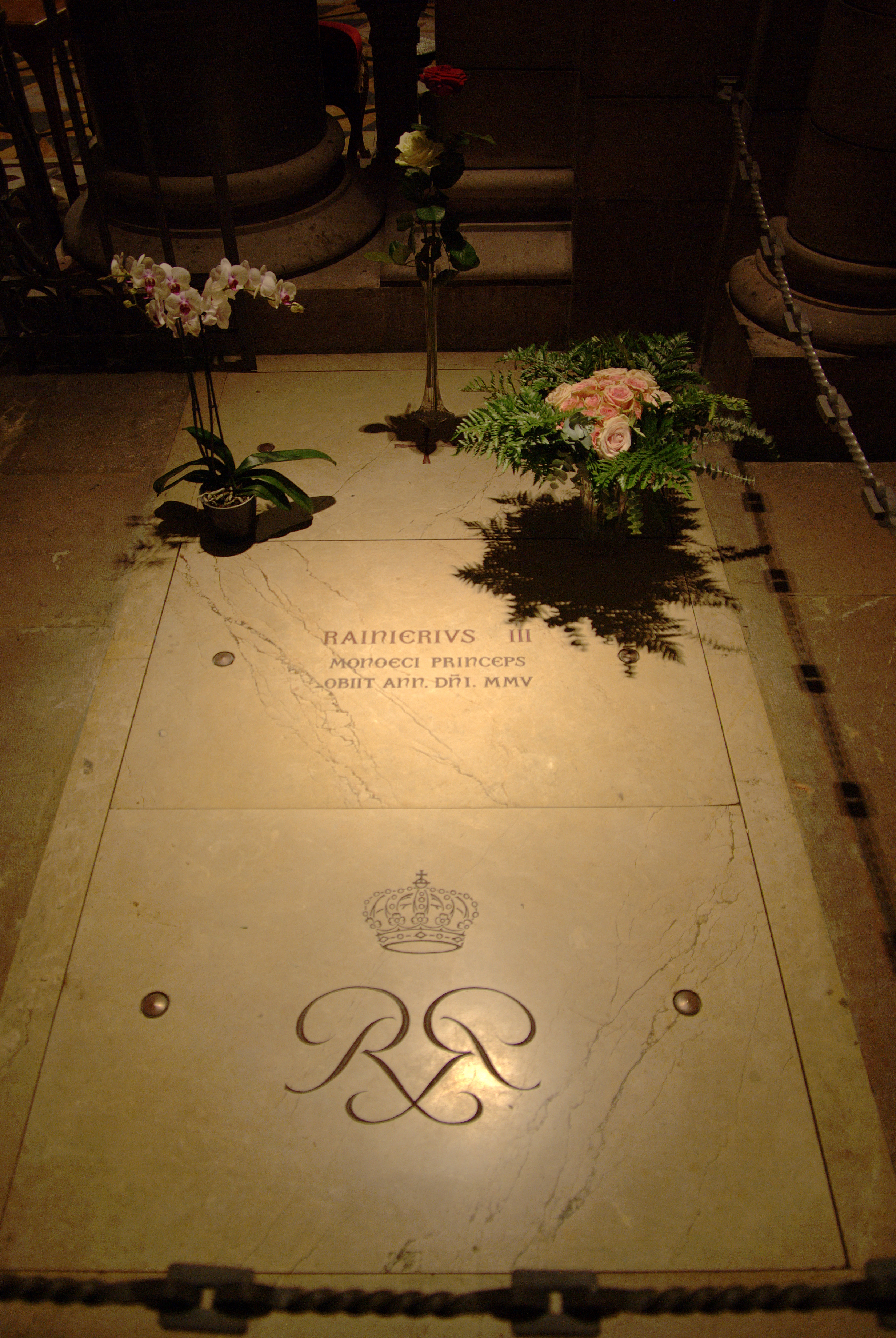
Grab von Rainier III.
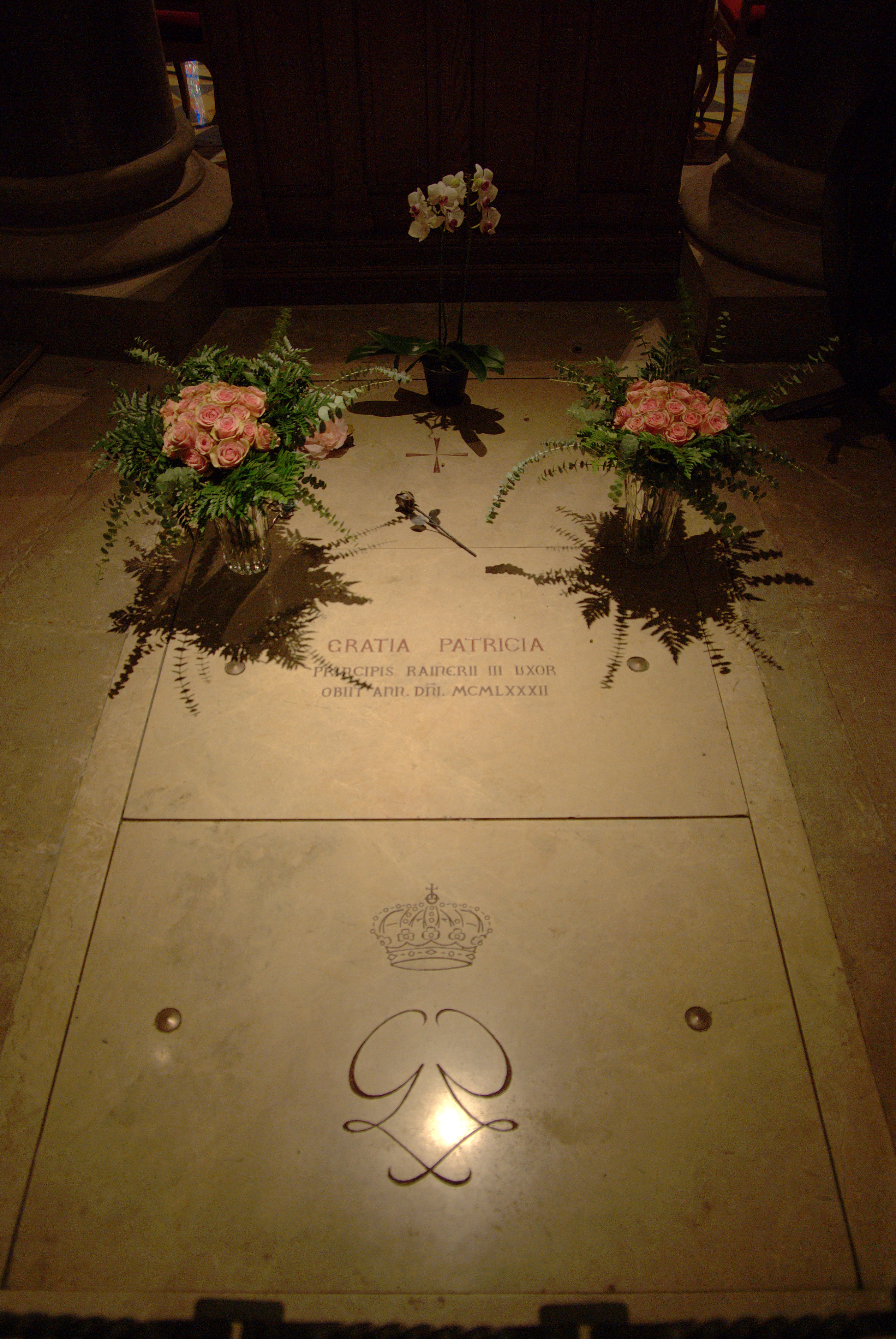
Grab von Gracia Patricia
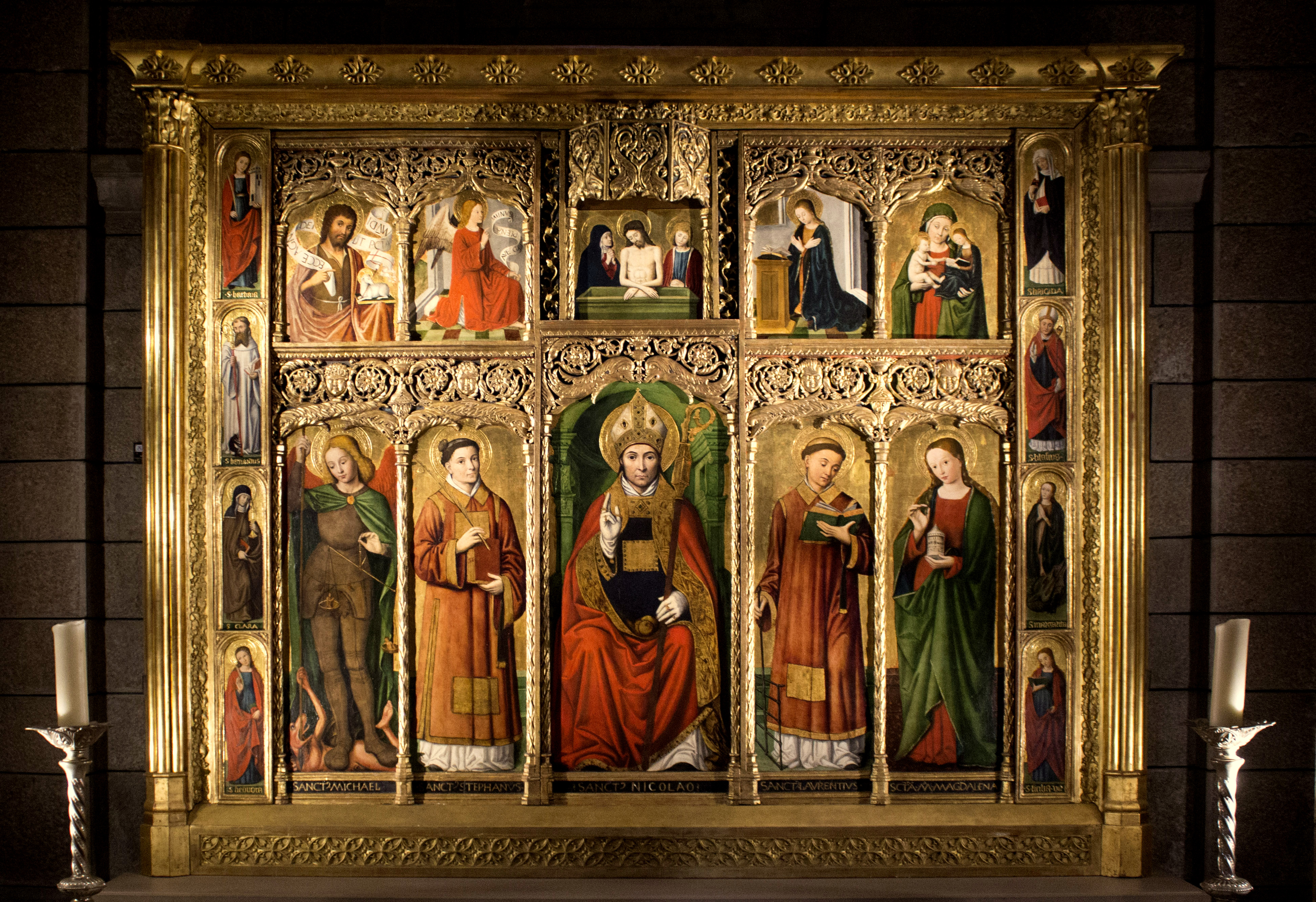
Altarbild von St. Nicolas – Ludovico Brea, 1500